# WTA Finals 2019
Die WTA Finals 2019 waren im Turnierkalender der Damen nach den vier Grand-Slam-Turnieren das nach Punkten und Preisgeld höchstdotierte Tennisturnier. Das Hartplatzturnier der WTA Tour 2019 fand vom 27. Oktober bis zum 3. November 2019 im Shenzhen Bay Sports Center in der Volksrepublik China statt.
Titelverteidigerinnen waren Elina Switolina im Einzel sowie Kristina Mladenovic und Tímea Babos im Doppel. Während die Doppelpaarung ihren Titel verteidigen konnte, verlor Switolina im Finale gegen Ashleigh Barty, die sich mit dem Sieg auch die Spitzenposition auf der WTA-Weltrangliste sicherte.

## Preisgeld und Punkte
Das Preisgeld betrug insgesamt 14 Millionen US-Dollar. Im Doppel wurden die genannten Preisgelder pro Team ausgezahlt.
| Runde                       | Preisgeld Einzel                                                | Preisgeld Doppel                                              | Punkte |
| --------------------------- | --------------------------------------------------------------- | ------------------------------------------------------------- | ------ |
| Turniersiegerin             | + 3.505.000 $                                                   | + 700.000 $                                                   | + 750  |
| Halbfinalsiegerin           | + 1.180.000 $                                                   | + 225.000 $                                                   | + 330  |
| Halbfinalistin              | + 80.000 $                                                      | + 15.000 $                                                    | —      |
| Gruppenphase pro Sieg       | + 305.000 $                                                     | + 50.000 $                                                    | + 250  |
| Gruppenphase pro Niederlage | —                                                               | —                                                             | + 125  |
| Antrittsgelder Round Robin  |                                                                 |                                                               |        |
| Qualifizierte Spielerin     | 3 Spiele = 305.000 $ 2 Spiele = 265.000 $ 1 Spiel = 220.000 $   | 3 Spiele = 150.000 $ 2 Spiele = 130.000 $ 1 Spiel = 110.000 $ | —      |
| Ersatzspielerin             | 2 Spiele = 210.000 $ 1 Spiel = 165.000 $ ohne Spiel = 125.000 $ | 2 Spiele = 90.000 $ 1 Spiel = 70.000 $ ohne Spiel = 50.000 $  | —      |

## Einzel

### Qualifikation
Qualifiziert waren die acht bestplatzierten Damen der WTA Tour 2019. Dazu kamen die beiden nächsten Punktbesten als Reservistinnen.
| WTA-Race im Einzel | WTA-Race im Einzel  | WTA-Race im Einzel | WTA-Race im Einzel | WTA-Race im Einzel  |
| #                  | Spielerin           | Punkte             | Turniere           | Qualifikationsdatum |
| ------------------ | ------------------- | ------------------ | ------------------ | ------------------- |
| 1                  | Ashleigh Barty      | 6476               | 14                 | 9. September 2019   |
| 2                  | Karolína Plíšková   | 5315               | 18                 | 16. September 2019  |
| 3                  | Naomi Ōsaka         | 5246               | 16                 | 4. Oktober 2019     |
| 4                  | Bianca Andreescu    | 5041               | 17                 | 30. September 2019  |
| 5                  | Simona Halep        | 4962               | 16                 | 30. September 2019  |
| 6                  | Petra Kvitová       | 4401               | 16                 | 7. Oktober 2019     |
| 7                  | Belinda Bencic      | 4120               | 25                 | 21. Oktober 2019    |
| 8                  | Elina Switolina     | 3995               | 21                 | 14. Oktober 2019    |
| 9                  | Serena Williams     | 3935               | 10                 |                     |
| 10                 | Kiki Bertens        | 3870               | 26                 |                     |
| 11                 | Johanna Konta       | 2879               | 17                 |                     |
| 12                 | Sofia Kenin         | 2615               | 23                 |                     |
| 13                 | Madison Keys        | 2607               | 15                 |                     |
| 14                 | Aryna Sabalenka     | 2520               | 23                 |                     |
| 15                 | Petra Martić        | 2458               | 17                 |                     |
| 16                 | Markéta Vondroušová | 2390               | 11                 |                     |
| 17                 | Angelique Kerber    | 2275               | 21                 |                     |
| 18                 | Elise Mertens       | 2190               | 24                 |                     |
| 19                 | Alison Riske        | 2185               | 23                 |                     |
| 20                 | Donna Vekić         | 2185               | 22                 |                     |

### Austragungsmodus
In der Rundenturnierphase spielten je vier Spielerinnen in zwei Gruppen, jede gegen jede (Round Robin). Die zwei Bestplatzierten jeder Gruppe qualifizierten sich für das Halbfinale, das im K.-o.-System ausgetragen wurde. Die Siegerin jeder Gruppe spielte gegen die Zweite der anderen Gruppe und die Siegerinnen dieser Partien bestritten das Endspiel.

### Setzliste
| Nr. | Spielerin         | Erreichte Runde |
| --- | ----------------- | --------------- |
| 01. | Ashleigh Barty    | Sieg            |
| 02. | Karolína Plíšková | Halbfinale      |
| 03. | Naomi Ōsaka       | Round Robin     |
| 04. | Bianca Andreescu  | Round Robin     |

| Nr. | Spielerin       | Erreichte Runde |
| --- | --------------- | --------------- |
| 05. | Simona Halep    | Round Robin     |
| 06. | Petra Kvitová   | Round Robin     |
| 07. | Belinda Bencic  | Halbfinale      |
| 08. | Elina Switolina | Finale          |

Naomi Ōsaka musste nach ihrem ersten Match verletzungsbedingt aufgeben. Als Ersatzspielerin stieg Kiki Bertens für die verbleibenden zwei Begegnungen der Round Robin ein. Auch Bianca Andreescu musste nach einer Verletzung aufgeben, weswegen Sofia Kenin ihren Platz für ein Spiel in der Round Robin-Phase übernahm.
Zeichenerklärung
- Q = Qualifikant
- WC = Wildcard
- LL = Lucky Loser
- ITF = qualifiziert über ITF-Ranking
- ALT = alternate (Ersatz)
- PR = Protected Ranking
- SE = Special Exempt
- r = retired (Aufgabe)
- d = Disqualifikation
- w.o. = walkover
- [ ] = Match-Tie-Break

### Halbfinale, Finale
|  | Halbfinale | Halbfinale        | Halbfinale | Halbfinale | Halbfinale |  |  | Finale | Finale          | Finale | Finale | Finale |
|  |            |                   |            |            |            |  |  |        |                 |        |        |        |
|  |            |                   |            |            |            |  |  |        |                 |        |        |        |
|  | 1          | Ashleigh Barty    | 4          | 6          | 6          |  |  |        |                 |        |        |        |
|  | 2          | Karolína Plíšková | 6          | 2          | 3          |  |  |        |                 |        |        |        |
|  |            |                   |            |            |            |  |  | 1      | Ashleigh Barty  | 6      | 6      |        |
|  |            |                   |            |            |            |  |  | 8      | Elina Switolina | 4      | 3      |        |
|  | 8          | Elina Switolina   | 5          | 6          | 4          |  |  |        |                 |        |        |        |
|  | 7          | Belinda Bencic    | 7          | 3          | 1r         |  |  |        |                 |        |        |        |
|  |            |                   |            |            |            |  |  |        |                 |        |        |        |

### Rote Gruppe
|     |                | Barty         | Ōsaka          | Kvitová        | Bencic           | Bertens          | Round Robin S-N | Sätze S-N | Spiele S-N | Pos. |
| 1   | Ashleigh Barty |               | –              | 6:4, 6:2       | 5:7, 6:1, 6:2    | 6:3, 3:6, 4:6    | 2:1             | 5:3       | 42:31      | 1    |
| 3   | Naomi Ōsaka    | –             |                | 7:61, 4:6, 6:4 | –                | –                | 1:0             | 2:1       | 17:16      | –    |
| 6   | Petra Kvitová  | 4:6, 2:6      | 6:71, 6:4, 4:6 |                | 3:6, 6:1, 4:6    | –                | 0:3             | 2:6       | 35:42      | 4    |
| 7   | Belinda Bencic | 7:5, 1:6, 2:6 | –              | 6:3, 1:6, 6:4  |                  | 7:5, 1:0 Aufgabe | 2:1             | 5:3       | 23:30      | 2    |
| ALT | Kiki Bertens   | 3:6, 6:3, 6:4 | –              | –              | 5:7, 0:1 Aufgabe |                  | 1:1             | 2:3       | 15:13      | 3    |

### Lila Gruppe
|     |                   | Plíšková      | Andreescu      | Halep          | Switolina  | Kenin      | Round Robin S-N | Sätze S-N | Spiele S-N | Pos. |
| 2   | Karolína Plíšková |               | 6:3, Aufgabe   | 6:0, 2:6, 6:4  | 6:712, 4:6 | −          | 2:1             | 4:3       | 24:23      | 2    |
| 4   | Bianca Andreescu  | 3:6, Aufgabe  |                | 6:3, 6:76, 3:6 | −          | −          | 0:2             | 1:4       | 15:16      | −    |
| 5   | Simona Halep      | 0:6, 6:2, 4:6 | 3:6, 7:66, 6:3 |                | 5:7, 3:6   | −          | 1:2             | 3:5       | 34:42      | 3    |
| 8   | Elina Switolina   | 7:612, 6:4    | −              | 7:5, 6:3       |            | 7:5, 7:610 | 3:0             | 6:0       | 40:29      | 1    |
| ALT | Sofia Kenin       | −             | −              | −              | 5:7, 6:710 |            | 0:1             | 0:2       | 11:14      | 4    |

## Doppel

### Qualifikation
Die acht bestplatzierten Doppelpaarungen der WTA Tour 2019 sind für das Turnier qualifiziert.
| 1  | Elise Mertens Aryna Sabalenka         | 6057 | 11 | 9. September 2019  |
| 2  | Hsieh Su-wei Barbora Strýcová         | 5490 | 13 | 1. September 2019  |
| 3  | Tímea Babos Kristina Mladenovic       | 5026 | 9  | 23. September 2019 |
| 4  | Gabriela Dabrowski Xu Yifan           | 4635 | 20 | 30. September 2019 |
| 5  | Chan Hao-ching Latisha Chan           | 4145 | 20 | 7. Oktober 2019    |
| 6  | Barbora Krejčíková Kateřina Siniaková | 4000 | 11 | 14. Oktober 2019   |
| 7  | Samantha Stosur Zhang Shuai           | 3920 | 13 | 7. Oktober 2019    |
| 8  | Anna-Lena Grönefeld Demi Schuurs      | 3895 | 15 | 14. Oktober 2019   |
| 9  | Wiktoryja Asaranka Ashleigh Barty     | 3440 | 8  |                    |
| 10 | Nicole Melichar Květa Peschke         | 3415 | 25 |                    |
| 11 | Duan Yingying Zheng Saisai            | 1983 | 7  |                    |
| 12 | Kirsten Flipkens Johanna Larsson      | 1862 | 11 |                    |

### Austragungsmodus
Im Doppel wurde erstmals seit 2015 wieder eine Gruppenphase als Rundenturnier (englisch Round Robin) ausgetragen. Auch die anschließende K.-o.-Runde wurde analog der Einzelkonkurrenz durchgeführt.

### Setzliste
| Nr. | Paarung                         | Erreichte Runde |
| --- | ------------------------------- | --------------- |
| 01. | Elise Mertens Aryna Sabalenka   | Round Robin     |
| 02. | Hsieh Su-wei Barbora Strýcová   | Finale          |
| 03. | Tímea Babos Kristina Mladenovic | Sieg            |
| 04. | Gabriela Dabrowski Xu Yifan     | Round Robin     |

| Nr. | Paarung                               | Erreichte Runde |
| --- | ------------------------------------- | --------------- |
| 05. | Latisha Chan Chan Hao-ching           | Round Robin     |
| 06. | Barbora Krejčíková Kateřina Siniaková | Round Robin     |
| 07. | Samantha Stosur Zhang Shuai           | Halbfinale      |
| 08. | Anna-Lena Grönefeld Demi Schuurs      | Halbfinale      |

### Halbfinale, Finale
|  | Halbfinale | Halbfinale                       | Halbfinale | Halbfinale | Halbfinale |  |  | Finale | Finale                          | Finale | Finale | Finale |
|  |            |                                  |            |            |            |  |  |        |                                 |        |        |        |
|  |            |                                  |            |            |            |  |  |        |                                 |        |        |        |
|  | 3          | Tímea Babos Kristina Mladenovic  | 1          | 6          | [10]       |  |  |        |                                 |        |        |        |
|  | 7          | Samantha Stosur Zhang Shuai      | 6          | 4          | [8]        |  |  |        |                                 |        |        |        |
|  |            |                                  |            |            |            |  |  | 3      | Tímea Babos Kristina Mladenovic | 6      | 6      |        |
|  |            |                                  |            |            |            |  |  | 2      | Hsieh Su-wei Barbora Strýcová   | 1      | 3      |        |
|  | 2          | Hsieh Su-wei Barbora Strýcová    | 6          | 6          |            |  |  |        |                                 |        |        |        |
|  | 8          | Anna-Lena Grönefeld Demi Schuurs | 1          | 2          |            |  |  |        |                                 |        |        |        |
|  |            |                                  |            |            |            |  |  |        |                                 |        |        |        |

### Rote Gruppe
|   |                                  | Mertens Sabalenka | Babos Mladenovic | Chan             | Grönefeld Schuurs | Round Robin S-N | Sätze S-N | Spiele S-N | Pos. |
| 1 | Elise Mertens Aryna Sabalenka    |                   | 6:4, 2:6, [5:10] | 7:65, 6:4        | 5:7, 6:1, [7:10]  | 1:2             | 4:4       | 32:30      | 3    |
| 3 | Tímea Babos Kristina Mladenovic  | 4:6, 6:2, [10:5]  |                  | 6:2, 5:7, [10:6] | 7:5, 6:2          | 3:0             | 6:2       | 36:24      | 1    |
| 5 | Chan Hao-ching Latisha Chan      | 6:75, 4:6         | 2:6, 7:5, [6:10] |                  | 2:6, 4:6          | 0:3             | 1:6       | 25:37      | 4    |
| 8 | Anna-Lena Grönefeld Demi Schuurs | 7:5, 1:6, [10:7]  | 5:7, 2:6         | 6:2, 6:4         |                   | 2:1             | 4:3       | 28:30      | 2    |

### Lila Gruppe
|   |                                       | Hsieh Strýcová   | Dabrowski Xu     | Krejčíková Siniaková | Stosur Zhang     | Round Robin S-N | Sätze S-N | Spiele S-N | Pos. |
| 2 | Hsieh Su-wei Barbora Strýcová         |                  | 6:2, 4:6, [9:11] | 6:2, 1:6, [10:5]     | 6:4, 4:6, [10:5] | 2:1             | 5:4       | 29:27      | 1    |
| 4 | Gabriela Dabrowski Xu Yifan           | 2:6, 6:4, [11:9] |                  | 4:6, 2:6             | 6:4, 4:6, [5:10] | 1:2             | 3:5       | 25:33      | 4    |
| 6 | Barbora Krejčíková Kateřina Siniaková | 2:6, 6:1, [5:10] | 6:4, 6:2         |                      | 3:6, 6:77        | 1:2             | 3:4       | 29:27      | 3    |
| 7 | Samantha Stosur Zhang Shuai           | 4:6, 6:4, [5:10] | 4:6, 6:4, [10:5] | 6:3, 7:67            |                  | 2:1             | 5:3       | 34:30      | 2    |